# 西部州 (ザンビア)
西部州(せいぶしゅう、英語：Western Province)は、ザンビアの州。
州都はモング。
2016年の人口は100万7900人で全国の6.3%を占め、10州中8位。
面積は12万6386km2で全国の16.8%を占め、10州中最大。
人口密度は8.0人/km2。
植民地時代はバロツェランド地方に含まれた。

## 人口
- 1964年：36万3000人
- 1969年：41万人[2]
- 1980年8月25日：48万6455人
- 1990年8月20日：63万8756人
- 2000年10月20日：76万5088人
- 2010年10月16日：90万2974人
- 2016年7月1日：100万7900人[3]

## 隣接州
- 北：北西州
- 北東：中央州
- 東：南部州
- 南：ザンベジ州
- 南西：クアンド・クバンゴ州
- 北西：モシコ州

## 主要都市
人口は2010年の値。
- モング：5万2324人(州都)
- カオマ（英語版）：1万9851人
- セナンガ（英語版）：1万4102人
- ザンビア（英語版）：1万575人[3]

## 行政区画

行政区画地図

以下の16地区から成る。
- カオマ地区（英語版）
- カラボ地区（英語版）
- シオマ地区（英語版）
- シコンゴ地区（英語版）
- シャンゴンボ地区（英語版）
- セシェケ地区（英語版）
- セナンガ地区（英語版）
- ナロロ地区（英語版）
- ミテテ地区（英語版）
- ムワンディ地区（英語版）
- モロベジ地区（英語版）
- モング地区（英語版）
- リムルンガ地区（英語版）
- ルアンパ地区（英語版）
- ルクル地区（英語版）
- ンケイェマ地区（英語版）

## 地理
ザンベジ川のバロツェ氾濫原が、北部州境のルングウェブング川とカボンポ川から、南部国境のセナンガやンゴニェ滝まで広がる。
氾濫は12月～6月に起こり、この地域はザンベジ川の貯水池となる。
これによって多くの牛が食べる植物が育ち、人々が飲み水を得られる。
ザンベジ川とその支流から離れると、カラハリ砂漠まで化石砂丘が広がり、多くの塩類平原や季節性の沼が点在する。また、乾いた草原やチーク、ミョンボ、クリプトセパルムが点在する。

## 気候
| 西部州の気候           | 西部州の気候 | 西部州の気候 | 西部州の気候 | 西部州の気候 | 西部州の気候 | 西部州の気候 | 西部州の気候 | 西部州の気候 | 西部州の気候 | 西部州の気候 | 西部州の気候 | 西部州の気候 | 西部州の気候 |
| 月                     | 1月          | 2月          | 3月          | 4月          | 5月          | 6月          | 7月          | 8月          | 9月          | 10月         | 11月         | 12月         | 年           |
| ---------------------- | ------------ | ------------ | ------------ | ------------ | ------------ | ------------ | ------------ | ------------ | ------------ | ------------ | ------------ | ------------ | ------------ |
| 最高気温記録 °C （°F） | 28.9 (84)    | 28.6 (83.5)  | 29.1 (84.4)  | 29.6 (85.3)  | 28.4 (83.1)  | 26.5 (79.7)  | 27 (81)      | 29.8 (85.6)  | 33.4 (92.1)  | 33.8 (92.8)  | 31.3 (88.3)  | 29.3 (84.7)  | 33.8 (92.8)  |
| 平均最高気温 °C （°F） | 22.8 (73)    | 22.8 (73)    | 22.8 (73)    | 22.3 (72.1)  | 19.9 (67.8)  | 17.3 (63.1)  | 17.8 (64)    | 20.7 (69.3)  | 24.6 (76.3)  | 25.4 (77.7)  | 23.7 (74.7)  | 22.9 (73.2)  | 25.4 (77.7)  |
| 平均最低気温 °C （°F） | 18.6 (65.5)  | 18.7 (65.7)  | 18.4 (65.1)  | 16.5 (61.7)  | 12.7 (54.9)  | 9.5 (49.1)   | 9.7 (49.5)   | 12.4 (54.3)  | 16.4 (61.5)  | 18.1 (64.6)  | 18.2 (64.8)  | 18.6 (65.5)  | 9.5 (49.1)   |
| 降水量 mm （inch）     | 19 (0.75)    | 16 (0.63)    | 14 (0.55)    | 4 (0.16)     | 0 (0)        | 0 (0)        | 0 (0)        | 0 (0)        | 0 (0)        | 5 (0.2)      | 13 (0.51)    | 19 (0.75)    | 90 (3.54)    |
| 出典：                 |              |              |              |              |              |              |              |              |              |              |              |              |              |

## 交通
- 大西部道路（英語版）…ルサカ⇔モング(610km)
- バロツェ氾濫原街道道路…モング⇔カラボ（英語版）⇔ルンバラ・ングインボ(アンゴラ)⇔クイト・クアナバリ（英語版）(アンゴラ)に道路を設置する計画。モングとカラボの間でザンベジ川に橋を架け、サンダウラの乾季船便を廃止する。[5]
- モング⇔セナンガ
- セシェケ⇔リヴィングストン
- カティマ・ムリロ橋（英語版）

## 2010年国勢調査
- 男女比=1：1.083(全国平均=1：1.028)[6]
- 識字率=61.6%(全国平均=70.2%)[7]
- 都市化率=13.27%[8]
- 結婚中間年齢=20.5歳[9]
- 平均世帯規模=5.0人(男性家主=5.4人、女性家主=4.3人)[10]
- 投票権保有率=68.9%[11]
- 失業率=7.7%
- 合計特殊出生率=6.0人
- 完全出生率=5.5人
- 粗出生率=36.0人
- 未成年出産人口=802人
- 一般出生率=152人
- 総再生産率=2.3人
- 純再生産率=1.7人[12]
- 労働力人口率=63.8%
- 男性労働率=67.1%
- 女性労働率=61.1%
- 年間労働人口成長率=0.5%[13]
- 最大言語=ロジ語
- ロジ語話者率=69.6%[14]
- アルビノ人口=1747人[15]
- 平均寿命=53歳(全国平均=51歳)[16]

## 民族
ロジ語を話すロジ人が最大民族である。
ロジ人は伝統的に遊牧民族で、リトゥンガを頂点として24の氏族から成る。
セシェケ、セナンガ、カラボの副首長がリトゥンガを補佐する。
リトゥンガと法廷は乾季にはザンベジ川氾濫原のレアルイに滞在する。
リムルンガは文化的に重要な行事で、現在はクオンボカ祭りとして観光客も集めている。
カオマ地区を中心に、少数民族のンコヤ人が独自の首長制を持ちながら暮らしている。
ムトンドとカハレの2人が伝統的指導者である。
ンコヤ人は6月と8月にカザンガ祭りを行う。

## 経済
州南部に自生するザンビア・チークの伐採がかつては重要で、リヴィングストンからムロベジに到る南部アフリカ最長の私鉄建設に貢献した。
しかし、木材の再生産は遅く、鉄道建設需要も減ってしまった。
州内には鉱山は無い。

## 観光
- ザンベジ川での水上遊戯や釣り
- クオンボカ祭り
- カザンガ祭り
- リウワ平野国立公園（英語版）
- シオマ・ングウェジ国立公園（英語版）
- 西ザンベジ狩猟管理地区